# May Sarton
May Sarton   (Wondelgem i Estats Units d'Amèrica, 3 de maig de 1912 - York, 16 de juliol de 1995) era el pseudònim d'Eleanore Marie Sarton, una poeta, novel·lista i escriptora de memòries belga-americana. Tot i que la seva obra més important és fortament marcada amb imatgeria eròtica femenina, va resistir l'etiqueta d'escriptora lesbiana, i va intentar comunicar la universalitat de l'amor humà.

## Biografia
Sarton va néixer a Wondelgem, Bèlgica (avui una part de la ciutat de Gant), filla única de l'historiador de la ciència George Sarton i la seva muller, l'artista anglesa Mabel Eleanor Elwes. Quan les tropes alemanyes van envair Bèlgica després de l'assassinat de l'arxiduc Franz Ferdinand el 1914, la seva família va fugir a Ipswich, Anglaterra, on vivia l'àvia materna de Sarton.
Un any més tard la família es va traslladar a Boston, Massachusetts, on el pare va començar a treballar a la Universitat Harvard. Sarton va començar a fer classes de teatre durant la seva adolescència però va continuar escrivint poesia. Va anar a l'escola a Cambridge, Massachusetts, i es va graduar de la Cambridge High and Latin School l'any 1929.
Sarton va guanyar una beca per anar a la Universitat de Vassar però va sentir-se atreta pel teatre després de veure Eva Le Gallienne en La Cançó de Bressol. Va unir-se a la companyia de Le Gallienne, el Cívic Repertory Teatre a Nova York i va passar un any treballant d'aprenent. Tanmateix, Sarton va continuar escrivint poesia. Quan tenia disset anys, el desembre del1930, va publicar una sèrie de sonets, alguns dels quals van ser presentats en el seu primer volum publicat, Encounter in April (1937).
Quan tenia dinou anys Sarton va viatjar a Europa i va viure a París durant un any. Durant aquest temps va conèixer figures literàries i culturals importants com Virginia Woolf, Elisabeth Bowen, Julian Huxley i Juliette Huxley, Lugné-Pöe, Basil de Sélincourt i S. S. Koteliansky. Sarton va tenir afers amb els dos Huxleys. Va ser dins d'aquest entorn i comunitat que va publicar la seva primera novel·la, The Single Hound (1938).
El 1945 a Santa Fe (Nou Mèxic) va conèixer Judith «Judy» Matlack (9 de setembre de 1898–22 de desembre de 1982), que va esdevenir la seva parella durant els següents tretze anys. Es van separar el 1956, quan el pare de Sarton va morir i ella va traslladar-se a Nelson (Nou Hampshire). Va escriure Honey en el Hive (1988) sobre la seva relació. En les seves memòries At Seventy, Sarton reflecteix la importància que va tenir la Judy i l'Església Unitarian Universalist en la seva vida. Va ser elegida membre de l'Acadèmia Americana d'Arts i Ciències l'any 1958.
Més tard, la Sarton es va traslladar a York (Maine). L'any 1990 va tenir un ictus i va estar temporalment incapacitada. Com que li costava escriure, feia servir un magnetòfon per gravar i transcriure el seu dietari Endgame: A Journal of the Seventy-Ninth Year (1992). Malgrat les seves dificultats físiques, va mantenir el seu sentit de la independència. Endgame va ser seguit pel dietari Encore: A Journal of the Seventy-Ninth Year (1993), una celebració de la seva vida. Va guanyar el Premi Levinson de poesia l'any 1993. El seu últim llibre, Coming into Eighty (1995), es va publicar després de la seva mort i cobreix des del juliol de 1993 fins a l'agost de 1994, i descriu la seva actitud d'agraïment per la vida mentre lluitava amb l'experiència de l'envelliment.
Va morir d'un càncer de pit el 16 de juliol del 1995, i és enterrada al cementiri de Nelson, New Hampshire.

## Obra i temes
Maig Sarton va escriure 53 llibres, entre ells 19 novel·les, 17 llibres de poesia, 15 obres d'assaig, dos llibres juvenils, una obra de teatre i uns quants guions. Segons The Poetry Foundation, l'estil de Sarton segons els crítics és "tranquil, cultivat i sofisticat." En una bona part de la seva obra, Sarton manté una visió políticament conscient, però el que es considera la millor obra de May Sarton són els seus dietaris i memòries, en particular Plant Dreaming Deep (sobre els seus primers anys a Nelson, entre 1958-68), Journal of a Solitude (1972-1973, sovint considerada la seva millor obra), The House by the Sea (1974-1976), Recovering (1978-1979) i At Seventy (1982-1983). En aquests recomptes fràgils, honestos i divagants de la seva vida solitària, tracta temes com l'envelliment, l'aïllament, la solitud, l'amistat, l'amor i les relacions, el lesbianisme, el dubte sobre un mateix, l'èxit i el fracàs, l'enveja, la gratitud pels plaers senzills de la vida, l'amor per la naturalesa (sobre tot les flors), el canvi de les estacions, l'espiritualitat i, sobretot, les lluites constants per tenir una vida creativa. Els dietaris posteriors, quan intentava escriure per dictat malgrat una salut deteriorada, no tenen la mateixa qualitat.
Tot i que moltes de les seves obres anteriors, com Encounter in April, contenen imatges vives i eròtiques femenines, May Sarton subratllava sovint en els seus dietaris que no es veia com una escriptora lesbiana: «La visió de la vida en la meva obra no es limita a un segment de la humanitat... i té poc a veure amb la proclivitat sexual». En canvi, volia comentar el que és universalment humà sobre l'amor en totes les seves manifestacions. En publicar la seva novel·la Mrs. Stevens Hears the Mermaids Singing, l'any 1965, tenia por que escriure obertament sobre el lesbianisme disminuiria el valor de la seva obra ja publicada. «La por de l'homosexualitat és tan gran que vaig necessitar coratge per escriure Mrs. Stevens Hears the Mermaids Singing», va escriure al Journal of a Solitude, «per escriure una novel·la sobre una dona homosexual que no és una maníaca sexual, una borratxa, una drogata, ni de cap manera repulsiva, mostrar una homosexual que no desperta ni pena ni revulsió, sense sentimentalitat...» Després de la publicació del llibre, moltes de les seves obres es van començar a estudiar en l'àmbit universitari en les classes d'estudis sobre la dona, tant per feministes com per lesbianes. Tot i així, l'obra de la Sarton no s'hauria de classificar només com a literatura lesbiana, ja que desenvolupa temes profundament humans com l'amor, la soledat, l'envelliment, la natura, el dubte en un mateix, etc., que són presents tant en els homes com en les dones.
La biografia polèmica de la Margot Peters (1998) revela la Sarton com un individu complex que sovint tenia problemes amb les seves relacions. Una edició d'una tria de les cartes de Sarton va ser editada per Susan Sharman el 1997 i molts dels papers de la Sarton estan arxivats a la Biblioteca Pública de la ciutat de Nova York.